# Alan Freed

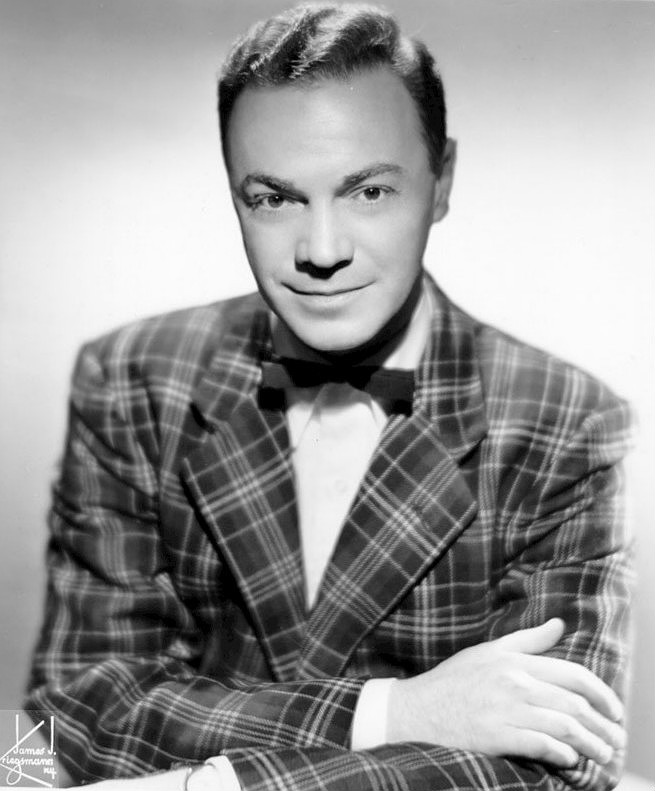
Alan Freed, 1958

Alan Freed (* 15. Dezember 1921 in Windber, Pennsylvania; † 20. Januar 1965 in Palm Springs, Kalifornien) war ein US-amerikanischer Discjockey.

## Leben
Für viele ist er der Inbegriff des Rock-’n’-Roll-DJs. Er war einer der ersten, die Rhythm and Blues in ihren Sendungen spielten. Allerdings steht er auch für die Bestechlichkeit in diesem Teil der Musikindustrie, da er sich wie viele andere DJs zu dieser Zeit für die Präsentation von Musikstücken bezahlen ließ, wofür er im Payola-Skandal von 1959/60 rechtskräftig verurteilt wurde. Zudem ließ er sich als Mitkomponist von Musikstücken urheberrechtlich registrieren, obwohl er keinen kreativen Anteil an deren Entstehung hatte (Cut In).
In den 1950er Jahren promotete er den Rock ’n’ Roll. Ihm wird auch die Einführung des Begriffs „Rock and Roll“ für diese Musikrichtung zugeschrieben. Weil er allgemein den Rock ’n’ Roll und speziell schwarze wie weiße Künstler förderte, wurde er stark angefeindet. Er erlag den Verlockungen des Geldes, und der Payola-Bestechungsskandal bedeutete für ihn das Aus. Eine spätere Anklage wegen Steuerhinterziehung führte zu seinem finanziellen Ruin.

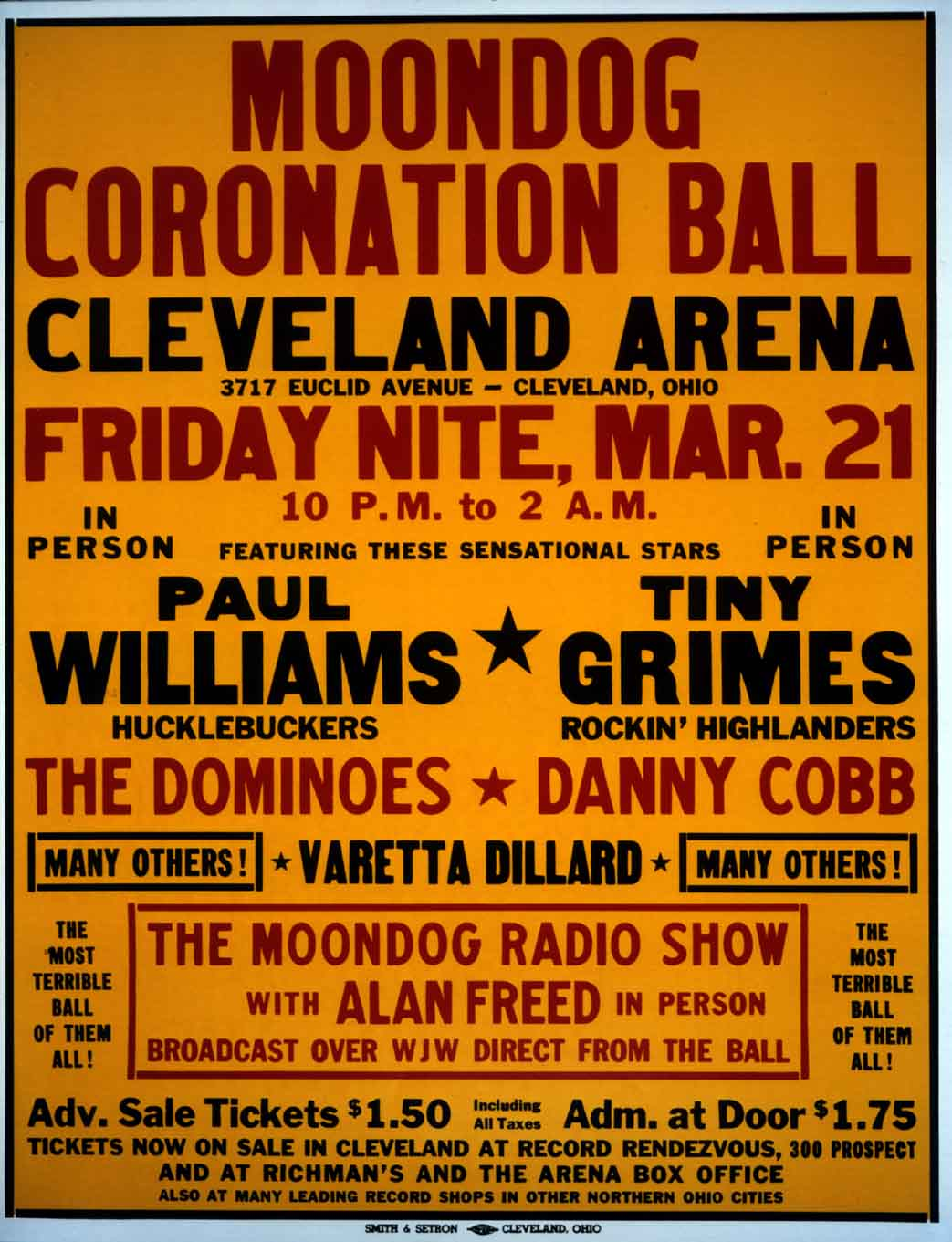
Konzertposter „Moondog Coronation Ball“

Am 21. März 1952 wollte Freed in der Cleveland Arena das erste große Rockkonzert der Geschichte, den Moondog Coronation Ball, veranstalten. Die Tickets waren bereits am ersten Tage komplett ausverkauft. Durch einen Druckfehler auf den Karten, die für den kurzfristig angehängten zweiten Tag gedacht waren, erschienen 20.000 Besucher an der für nur 9950 Besucher ausgelegten Halle am ersten Veranstaltungstag. Das entstehende Chaos vor und in der Halle sorgte dafür, dass das Konzert bereits während des ersten Auftritts von Paul Williams nach dem ersten Song von der Polizei beendet wurde.
Zwischen 1956 und 1957 wirkte Freed bei einigen Rock-’n’-Roll-Filmen mit. Von 1957 bis 1958 war er Moderator der wöchentlichen Musiksendung The Big Beat des Senders ABC.
Am 20. Januar 1965 starb er in Palm Springs (Kalifornien) an den durch seine Alkoholsucht hervorgerufenen Folgeerkrankungen Urämie und Leberzirrhose.
Er wurde postum 1986 in die Rock and Roll Hall of Fame (Nonperformers) aufgenommen. Im Jahre 1999 entstand ein Fernsehspielfilm unter dem Titel Mr. Rock ’n’ Roll: Die Alan Freed Story mit Judd Nelson in der Titelrolle.

## Filmografie
- 1956: Außer Rand und Band (Rock Around The Clock)
- 1956: Außer Rand und Band 2. Teil (Don't Knock The Rock)
- 1956: Rock, Rock, Rock (Rock, Rock, Rock!)
- 1957: Mr. Rock And Roll
- 1959: Go, Johnny Go!